# Septentrinna steckleri
Septentrinna steckleri är en spindelart som först beskrevs av Willis J. Gertsch 1936.  Septentrinna steckleri ingår i släktet Septentrinna och familjen flinkspindlar. Inga underarter finns listade i Catalogue of Life.